# X (Mega Man)
X, bekend als Rock Man X (Hepburn: Rokkuman Ekkusu) in de Japanse versie, is de hoofdpersoon in de Mega Man X-serie die in 1993 door Capcom is gemaakt voor de Super NES-console en in 2004 is voltooid op de PlayStation 2.

## Profiel
Mega Man X is een androïde die in het jaar 20XX is gemaakt door Dr. Light, de schepper van Mega Man. Hij heeft een blauw pantser en helm, evenals een wapen, de X-Buster, een verbeterde versie van de Mega Buster. Het is de nieuwste creatie van Dr. Thomas Light, die ook Mega Man heeft gemaakt. Vanwege zijn enorme potentieel en gebrek aan ervaring besluit Dr. Light hem te verzegelen in een capsule die hem 30 jaar mentaal zal testen.
Veel later wordt het ontdekt in het jaar 21XX door Dr. Cain, die besluit het uit de capsule te halen. Een paar maanden later wordt de eerste op X gebaseerde Reploid, Sigma, een Maverick, een malafide robot. Uiteindelijk, na het oversteken van zijn paleis, de dood van zijn vriend, Zero, en weer tegenover zijn rivalen, verslaat X Sigma; Dit proces zou gedurende de serie steeds opnieuw worden herhaald.
Enige tijd na de Mega Man X-serie besluit hij zijn lichaam te gebruiken om de Moeder Elf op te sluiten, een antivirusprogramma tegen het Maverick-virus dat werd beschadigd door de kwaadaardige Dr. Weil en een Cyber-Elf werd, die hem weer zou ontmoeten. met zijn oude vriend Zero in de Mega Man Zero-serie.
Ten slotte is X's laatste "verschijning" in de Mega Man ZX-serie, waar hij bekend staat als Model X, een van de Biometals gemaakt door Ciel, een jonge menselijke wetenschapper die haar overblijfselen gebruikte, samen met die van haar vriend en de vier Guardians of Neo Arcadia, om deze te creëren.
Net als Mega Man voelt X een hoog rechtvaardigheidsgevoel, wat hem ertoe aanzet om met de Mavericks te blijven vechten, evenals het vermogen om emoties uit te drukken; evenzo heeft X veel bondgenoten, zoals zijn vriend Zero, de Maverick Hunters, die zijn metgezellen zijn, en Dr. Cain, die hem heeft gevonden; Evenzo verschilt Mega Man X van zijn voorganger doordat het pantser kan gebruiken dat is gemaakt door capsules die door Dr. Light zijn gemaakt om zijn "onbeperkte potentieel" te ontsluiten.

## In andere spellen
Mega Man X verschijnt tijdens de Final Smash van Mega Man in de spellen Super Smash Bros. voor 3DS en Wii U en Super Smash Bros. Ultimate, Mega Legends, naast MegaMan Volnutt, MegaMan.EXE en Geo Stelar om zijn partner te helpen door een krachtige gecombineerde Mega Buster te lanceren. X heeft ook een trofee in beide versies, net als de andere Mega Men.
Daarnaast is X een speelbaar personage in Marvel vs. Capcom: Infinite en Puzzle Fighter.
Evenzo is er een downloadbare outfit voor de Mii Shooter, die op X is gebaseerd; Deze werd op 15 april 2015 te koop aangeboden.